# Spunishment
Spunishment es una agrupación musical de Rock, Punk-Rock y Rock Alternativo originada en 2019 en Zaragoza, España integrada principalmente por 4 miembros.Tiene influencias de grupos como Green Day, Extremoduro y Platero y tu y de guitarristas como Billie Joe Armstrong, Slash e Iñaki Anton (Uoho). Debe su nombre a un juego de palabras con la palabra spanish y punishment, significando castigo español. Sus letras se caracterizan por la crítica social, críticas a la Iglesia y sobre la fiesta.

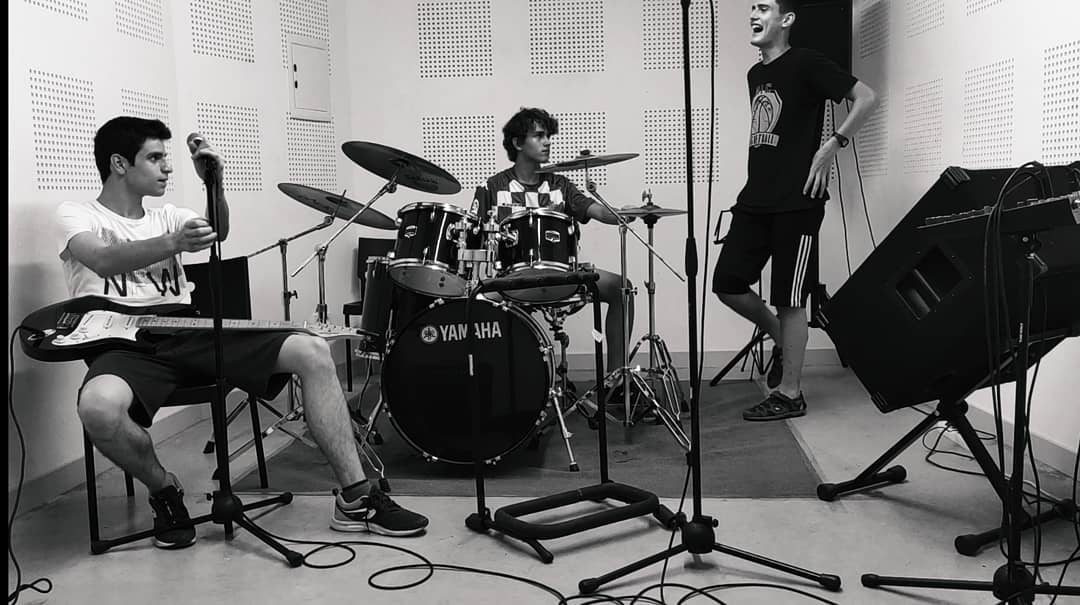
Spunishment durante sesión de estudio

## Reseña biográfica
Durante la primavera de 2019, en una reunión informal, 4 amigos comenzaron a tocar guitarra y piano. Al final de aquel día, el grupo ya se había formado y recibiría el nombre que tiene actualmente. La agrupación está formada por Arnau (Voz y Guitarra), Juan (Bajo eléctrico), David (Batería) y Álvaro (Teclado sintetizador). Al principio, la banda tenía que ensayar en casa de su batería, hasta que el Colegio IES Félix De Azara les cedió un espacio. A día de hoy, tocan principalmente en el Túnel, estudio musical local en Zaragoza. 
Actualmente, se encuentran trabajando en su nuevo álbum que será grabado en Madrid en los estudios de Hesfera Music.

## Discografía
- Spunishment (2019)
- Dulce Prueba del Caos (2019)
- Demo (2019)